# Lago di Neusiedl
Il lago di Neusiedl (Neusiedler See in tedesco; Fertő tó in ungherese) è il bacino endoreico più grande dell'Europa centrale, situato sul confine fra l'Austria e l'Ungheria.

## Geografia
L'ampiezza del lago è di 315 km², dei quali 240 si trovano in territorio austriaco e 75 in territorio ungherese. Si estende su un bacino idrografico di circa 1.120 km²; da nord a sud è lungo circa 36 chilometri, mentre da est a ovest la sua ampiezza varia fra i 6 e i 12 chilometri. Mediamente il lago si trova a 115,5 metri al di sopra del livello del Mare Adriatico e la sua profondità massima è di soli 1,8 metri circa.
A causa di ciò, periodi di pioggia o di siccità possono causare inondazioni o significativi cali del livello del lago. In passato è avvenuto più volte che il lago sia scomparso completamente, la più recente agli inizi del XX secolo. Dal 2003 il livello dell'acqua è calato sensibilmente, anche 30 centimetri in un solo anno, e questo pone seri problemi alle attività commerciali della zona. Nella zona del lago si trovano ampi canneti, mentre la qualità dell'acqua è caratterizzata dalla quantità di sale e fango provenienti dai sedimenti nel terreno. Durante i mesi estivi nei canneti possono verificarsi incendi, che si propagano poi velocemente a causa del vento.
In passato, prima del XIX secolo, il lago si estendeva a sud-est fino alla zona paludosa chiamata Hanság; era così strettamente connesso ai fiumi Danubio e Rába. Non essendoci affluenti ed emissari naturali, il livello dell'acqua nel lago è soggetto solo agli eventi atmosferici, le piogge per il riempimento, e l'evaporazione per lo svuotamento. Chiaramente, non essendo questi eventi gestibili, il livello del lago era soggetto in passato a notevoli variazioni, con conseguenti problemi per le attività e per la vita degli abitanti dei paesi ai bordi del lago.
Per la regolazione del flusso dell'acqua e del livello del lago, nel 1895 è stato costruito un canale artificiale, detto Einser-Kanal (in ungherese: Hanság föcsatorna), che collega il lago con il fiume Répce e quindi con il Danubio. Il livello dell'acqua viene controllato per mezzo di una chiusa in territorio ungherese, all'imbocco del canale, vicino a Mekszikópuszta (nella provincia di Győr-Moson-Sopron presso Sarród). Il tutto è regolato da trattati bilaterali della commissione delle acque austro-ungarica.
Nel 2001 i parchi nazionali Neusiedler See-Seewinkel in territorio austriaco e Fertő-Hanság in territorio ungherese vennero entrambi inclusi nell'elenco dei Patrimoni dell'umanità dell'UNESCO. La regione è molto frequentata dai turisti, il lago infatti è conosciuto con il soprannome di "lago dei viennesi": esso offre, fra le altre, possibilità di fare windsurf, vela e pesca.
Le città più importanti che si trovano sulle sponde del lago in Austria:
- Illmitz
- Podersdorf am See
- Weiden am See
- Neusiedl am See, che ha dato il nome al lago;
- Jois
- Winden am See
- Breitenbrunn am Neusiedler See
- Purbach am Neusiedler See
- Donnerskirchen
- Oggau am Neusiedler See
- Rust
- Mörbisch am See

Le città più importanti che si trovano sulle sponde del lago in Ungheria:
- Fertőrákos
- Fertőboz
- Fertőd
- Balf
- Mekszikópuszta

Inoltre le comunità di Illmitz, Apetlon e Podersdorf am See formano il cosiddetto Seewinkel (angolo del lago), che si trova fra il lago ed il confine ungherese.